# Bef (Schiffstyp)
Bef ist der Name für Fährschiffe in Bergen und entstand aus der  Abkürzung des Namens der Fährgesellschaft Bergens Elektriske Færgeselskab in Bergen, die 1894 gegründet wurde.

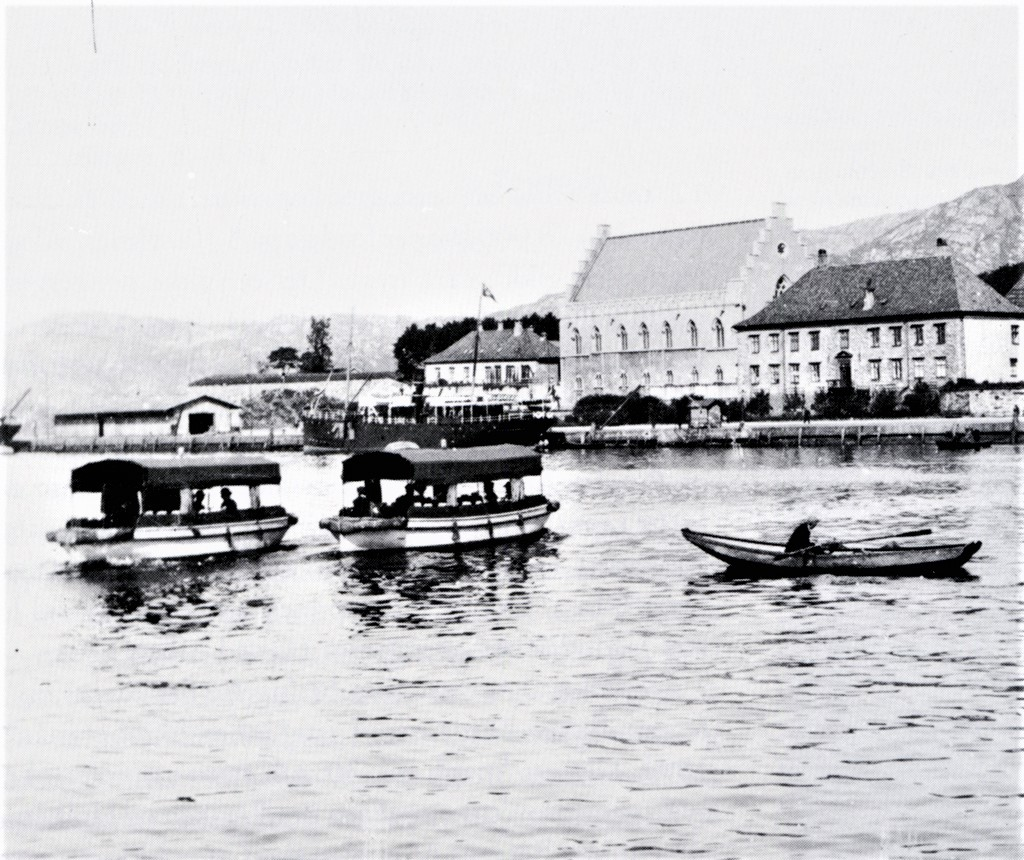
1894, zwei als Beffen bezeichnete E-Fähren im Hafen von Bergen

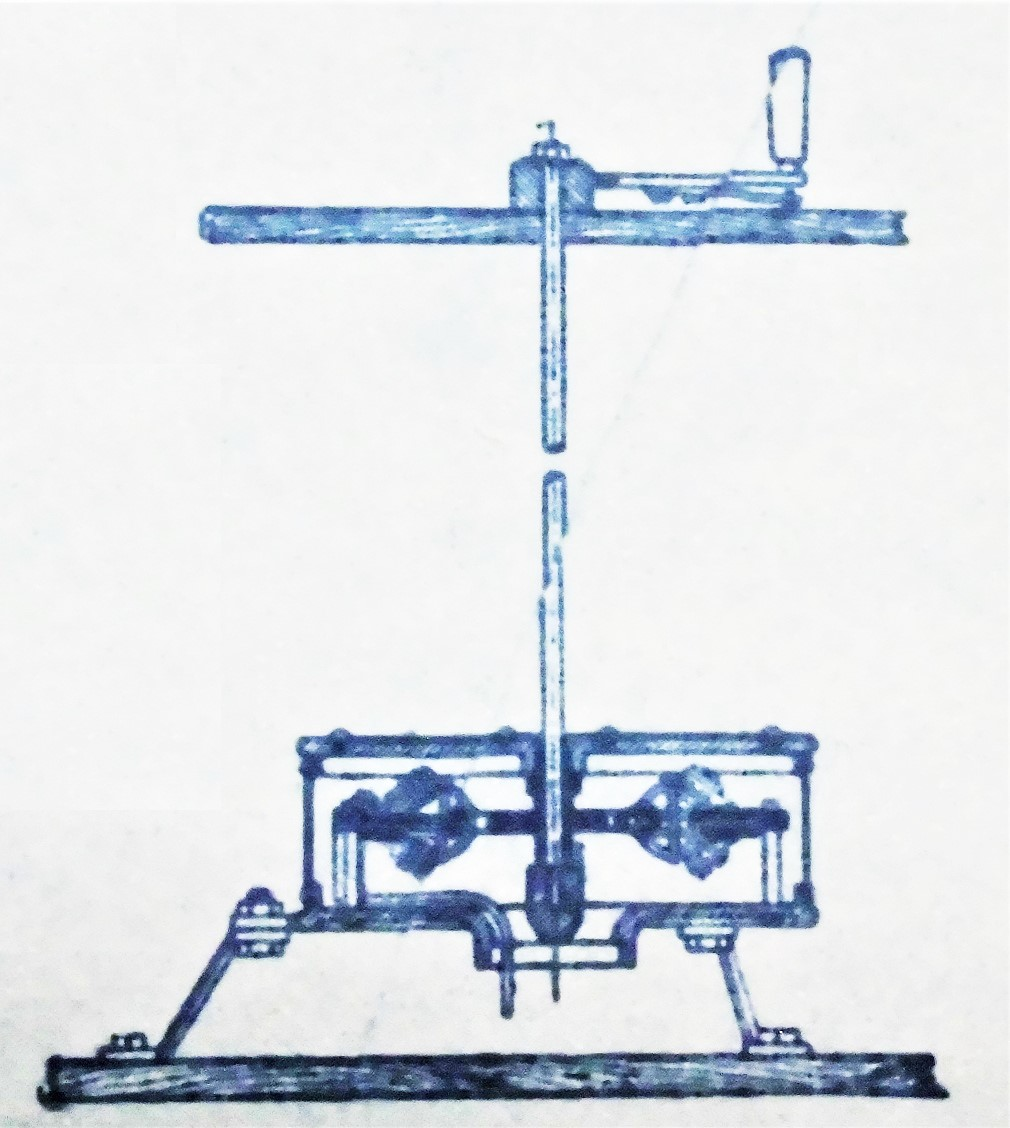
Umschalter des E-Antriebs der Beffen bezeichneten E-Fähren im Hafen von Bergen

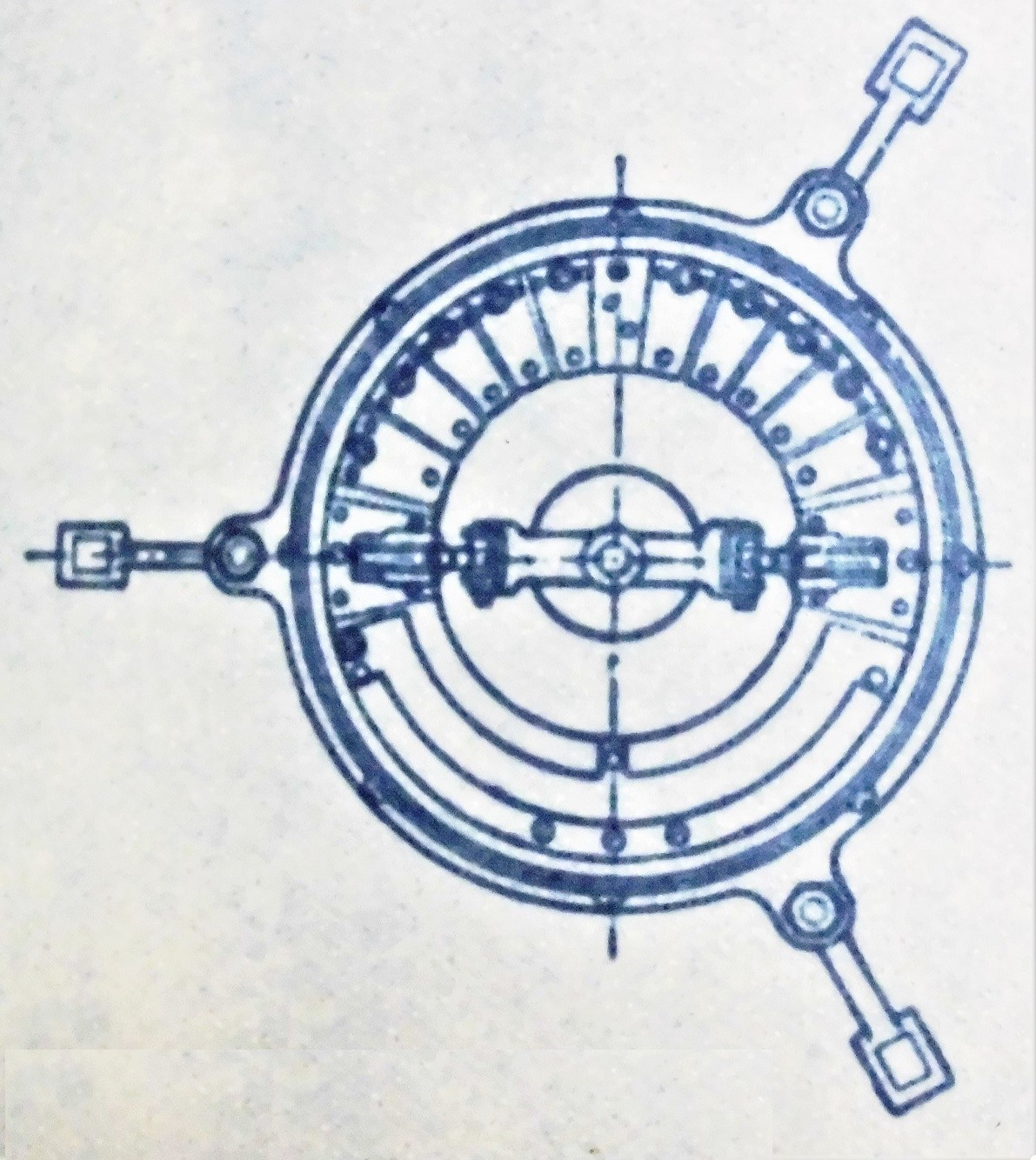
Fahrstufenschalter des E-Antriebs der als Beffen bezeichnete E-Fähren im Hafen von Bergen

## Geschichte
Jacob Trumpy hatte in Westfalen eine Elektrofähre gesehen und sich über die im Vergleich zu Dampffähren schnelle Inbetriebsetzung und einfache Handhabung gewundert. Er ergriff 1894 die Initiative zur Gründung der „Bergen Elektriske Færgeselskap“ – kurz B.E.F. Der Ingenieur und Werftbetreiber Jacob Trumpy erhielt den Auftrag zur Konstruktion und zum Bau für 8 Schiffe und ab dem 1. August 1894 wurde die erste Fähre eingesetzt. Jacob Trumpy bekam auch die Konzession für den Betrieb der batteriebetriebenen Fähren in der Bucht und dem Hafengebiet von Bergen. Sie wurden fortlaufend nummeriert und anfangs fuhren 4 Fähren Bef 1, Bef 2, Bef 3 und Bef 4 auf 6 Linien im Bereich der Bergener Bucht und des Puddefjords. 1894 setzten täglich rund 1.600 Passagiere mit den neuen Fähren über.

## Schiffsbeschreibung
Die Fähren waren vorne und hinten offen, sie hatten ein einfaches Segeltuchdach und eine Kapazität für 18 Passagiere. Mit den Hauptabmessungen von 8 Meter Länge, 2 Meter Breite und 0,8 Meter Tiefgang ergab sich ein Deplacement von 6 Tonnen. Die Boote waren vorn und hinten symmetrisch gebaut und mit zwei Pinnen und Steuerruder ausgestattet. Damit konnten die Boote im engen Hafen vorwärts wie rückwärts gefahren werden. Die vorderen und hinteren Schrauben waren mit dem E-Motor auf einer gemeinsamen Welle angeordnet und der Motor befand sich unter dem Fußboden in der Schiffsmitte. Der Akkumulator bestand aus insgesamt 32 Tudorelementen in geschlossenen Holzkästen, die mit Blei ausgeschlagen waren. Sie wurden zum Teil unter dem Fußboden und zum Teil unter den Sitzen angeordnet und jedes Element hatte eine Kapazität von 350 Ah. Die gesamte E-Anlage bestehend aus den Akkus, E-Motor, Kabel und Schalter zur Regulierung der Geschwindigkeit wog 2700 kg. Die mittlere Fahrgeschwindigkeit betrug 8 km/h. Nach rund 10 Betriebsstunden mussten die Akkumulatoren der Fähren wieder aufgeladen werden. Die einzige Ladestation befand sich anfangs in Nøstet, später wurde eine neue Ladestation in Bradbenken in Vågen gebaut und das Aufladen, das nur 4 Minuten dauerte, wurde zwischen jeder Fahrt durchgeführt.
In den 1920er Jahren wurden alle Fähren umgebaut und das einfache Segeltuchdach wurde durch feste Wände und Dach ersetzt, wie auch Bilder zeigen. 1926 erhielt die erste Fähre einen Benzinmotor, nach weiteren 4 Jahre waren alle umgerüstet und wurden von Benzinmotoren angetrieben. Später dienten Dieselmotoren zu Antrieb.
Beffen war die 12. Fähre, die ihren Betrieb aufnahm. Sie wurde 1977 bei Hausberg båtbyggeri auf Sotra gebaut und wurde von einem Dieselmotor angetrieben. Sie war die einzig verbliebene Fähre in Bergen, die im Ganzjahresbetrieb fuhr. Sie beförderte auf ihrer kurzen Strecke über den Vågen zwischen Nordnes und Brådbenken jährlich ca. 60.000 Fahrgäste und galt bei den Touristen als Attraktion. An Wochentagen überquere sie dafür den Hafen alle 10 Minuten, ca. 50 mal pro Tag..